# Petit-Palais-et-Cornemps
Petit-Palais-et-Cornemps är en kommun i departementet Gironde i regionen Nouvelle-Aquitaine i sydvästra Frankrike. Kommunen ligger i kantonen Lussac som tillhör arrondissementet Libourne. År 2022 hade Petit-Palais-et-Cornemps 738 invånare.

## Befolkningsutveckling
Antalet invånare i kommunen Petit-Palais-et-Cornemps
Referens:INSEE